# Altlandsberg

Altlandsberg este un oraș din districtul Märkisch-Oderland, în Brandenburg, Germania. Este situat la 22 km est de Berlin.

## Galerie de imagini

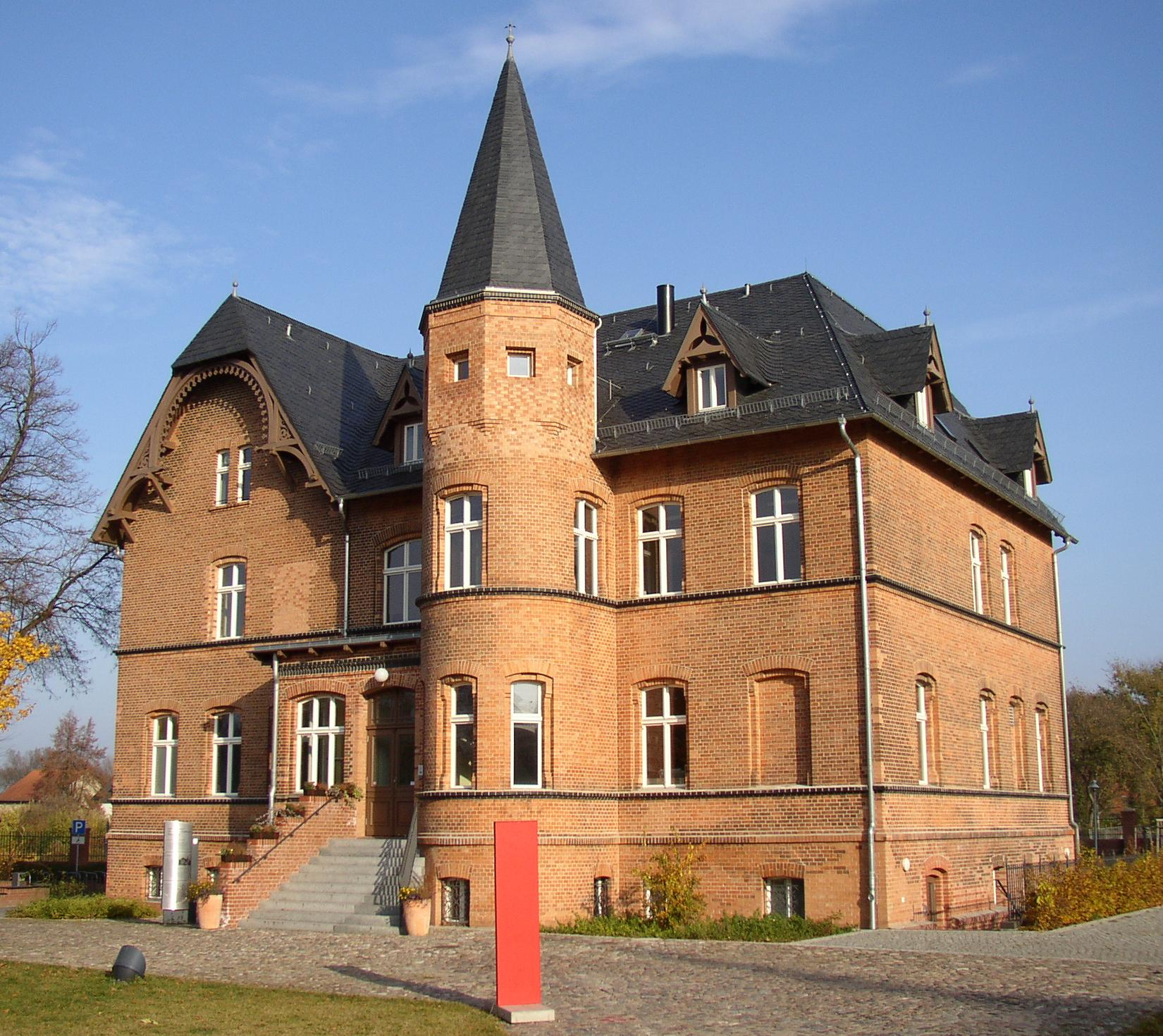
Altlandsberg
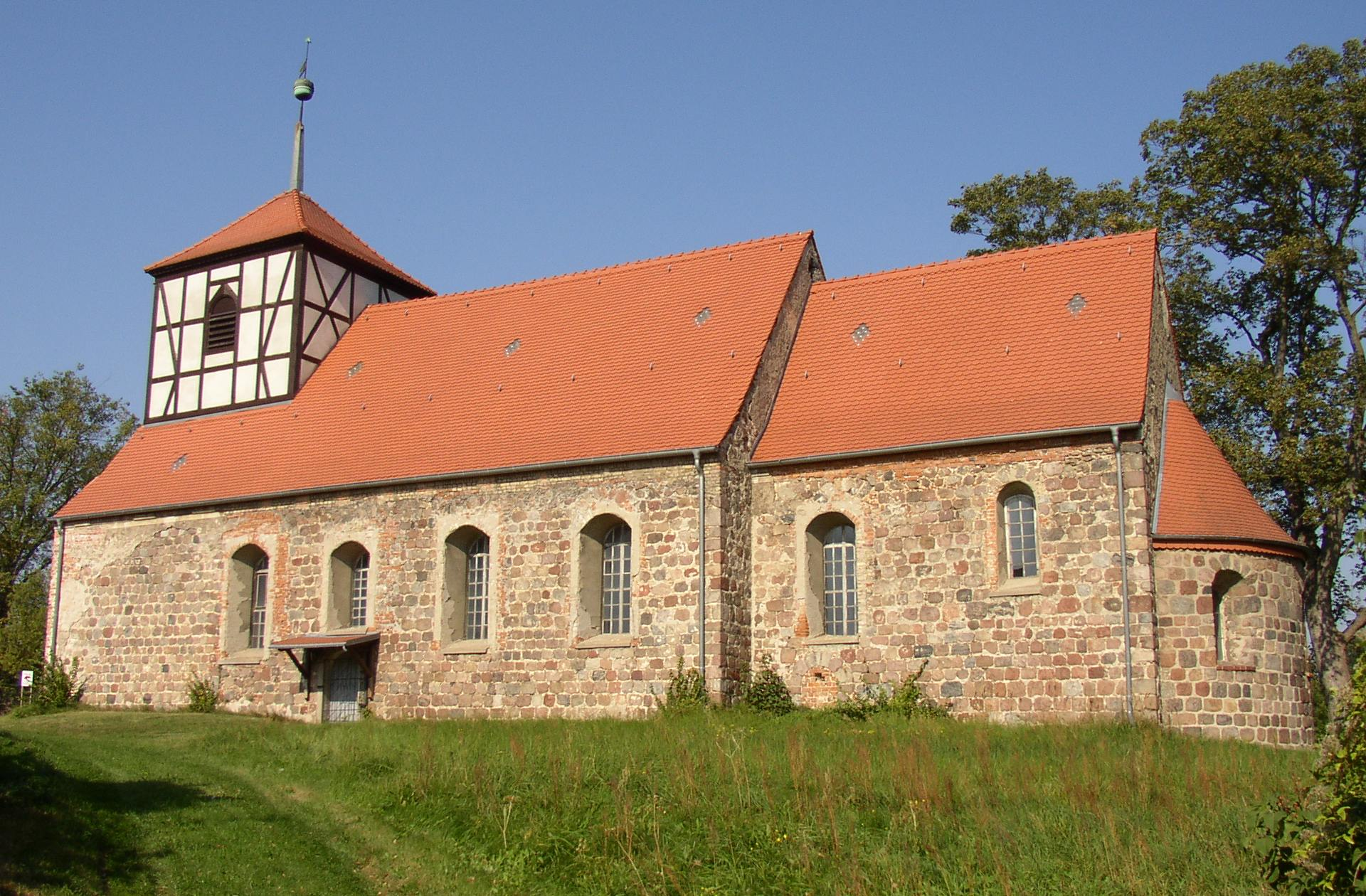
Biserică in cartierul Gielsdorf
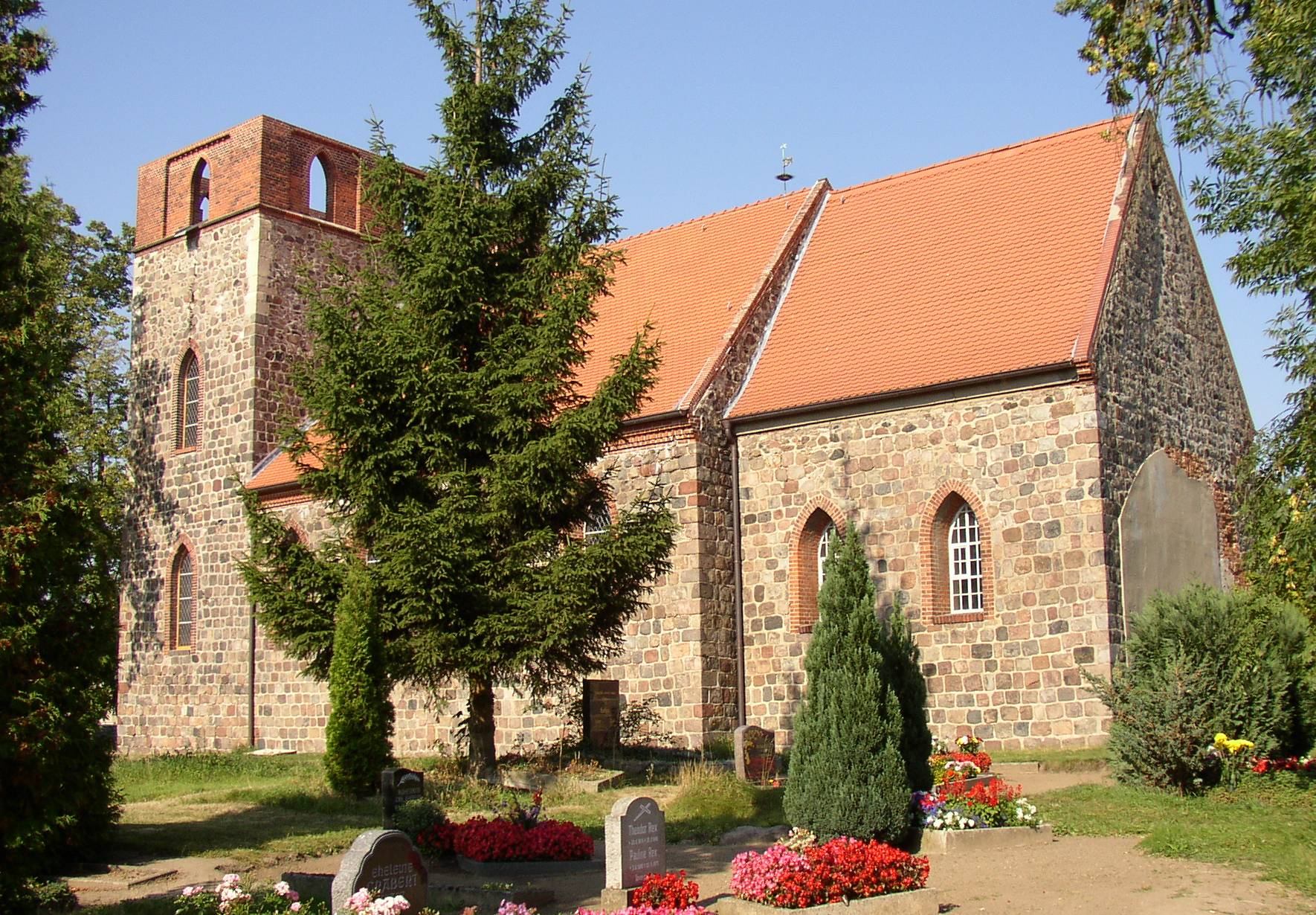
Biserică in cartierul Wesendahl